# والتر إي. أوهارا
والتر إي. أوهارا (بالإنجليزية: Walter E. O'Hara)‏ هو ناشر أمريكي، ولد في 20 أبريل 1897، وتوفي في 28 فبراير 1941.